# Заручье (Удомельский район)
Заручье — деревня в Удомельском городском округе Тверской области России. До 2015 года входила в состав ныне упразднённого Молдинского сельского поселения.

## География
Деревня находится в северной части Тверской области, в зоне хвойно-широколиственных лесов, в пределах северо-восточных отрогов Валдайской возвышенности, на правом берегу реки Волчины, при автодороге 28К-0034, на расстоянии примерно 23 километров (по прямой) к юго-востоку от города Удомли, административного центра округа.

### Климат
Климат характеризуется как умеренно континентальный, с умеренно холодной снежной зимой и относительно тёплым летом. Среднегодовая температура воздуха — 3,5 °C. Средняя температура воздуха самого холодного месяца (января) — −9,8 °C (абсолютный минимум — −48 °C), средняя температура самого тёплого (июля) — 17,4 °С (абсолютный максимум — 36 °С). Годовое количество атмосферных осадков составляет в среднем 600—700 мм, из которых большая часть выпадает в тёплый период.

### Часовой пояс
Деревня Заручье, как и вся Тверская область, находится в часовой зоне МСК (московское время). Смещение применяемого времени относительно UTC составляет +3:00.

## Население
| 2010 |
| ---- |
| 5    |

### Национальный состав
Согласно результатам переписи 2002 года, в национальной структуре населения русские составляли 100 % из 9 чел.